# Нагпур (дивізіон)
Нагпу́р (англ. Nagpur division) — один із 6 дивізіонів у складі штату Махараштра на заході Індії. Розташований на сході штату. Адміністративний центр — місто Нагпур.

## Адміністративний поділ
До складу дивізіону входить 6 округів та 64 техсіли:
| Населений пункт | Площа, км² | Населення, осіб (2011) | Техсіли |
| --------------- | ---------- | ---------------------- | ------- |
| Бхандара        | 4087       | 1200334                | 7       |
| Вардха          | 6309       | 1300774                | 8       |
| Гадчіролі       | 14412      | 1072942                | 12      |
| Гондія          | 5234       | 1322507                | 8       |
| Нагпур          | 9892       | 4653570                | 14      |
| Чандрапур       | 11443      | 2204307                | 15      |